# Afronychus mulibrinus
Afronychus mulibrinus är en spindeldjursart som beskrevs av Meyer 1979. Afronychus mulibrinus ingår i släktet Afronychus och familjen Tenuipalpidae. Inga underarter finns listade i Catalogue of Life.